# Trite
Trite is een geslacht van spinnen uit de familie springspinnen (Salticidae).

## Soorten
- Trite albopilosa (Keyserling, 1883)
- Trite auricoma (Urquhart, 1886)
- Trite caledoniensis Patoleta
- Trite concinna Rainbow, 1920
- Trite gracilipalpis Berland, 1929
- Trite guilberti Patoleta
- Trite herbigrada (Urquhart, 1889)
- Trite ignipilosa Berland, 1924
- Trite lineata Simon, 1885
- Trite longipalpis Marples, 1955
- Trite longula (Thorell, 1881)
- Trite mustilina (Powell, 1873)
- Trite ornata Rainbow, 1915
- Trite parvula (Bryant, 1935)
- Trite pennata Simon, 1885
- Trite planiceps Simon, 1899
- Trite ponapensis Berry, Beatty & Prószyński, 1997
- Trite rapaensis Berland, 1942
- Trite simoni Patoleta
- Trite urvillei (Dalmas, 1917)
- Trite vulpecula (Thorell, 1881)